# 愛爾蘭海

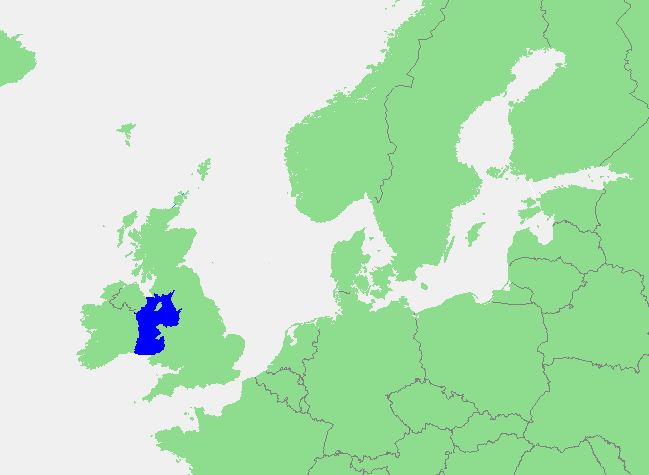

爱尔兰海（英語：Irish Sea）位于英国不列顛島和爱尔兰島之间；它南端的圣乔治海峽處於愛爾蘭和威爾斯之間，北端的北海海峽處於愛爾蘭和蘇格蘭之間，兩者都与大西洋相通。
爱尔兰海面积10万平方公里，平均水深61米，西北部最深处达272米。
馬恩島和安格尔西岛位於愛爾蘭海的中部。
不列顛島和愛爾蘭島之間經愛爾蘭海的交通連接包括由斯旺西（Swansea）至科克（Cork）、費什加德（Fishguard）及彭布洛克（Pembroke）至羅斯萊爾（Rosslare）、荷利赫德（Holyhead）至當萊瑞（Dún Laoghaire）、斯特蘭拉爾（Stranraer）至貝爾法斯特及拉恩（Larne）、和凱安雷恩（Cairnryan）至拉恩的路線。另外還有利物浦經馬恩島往貝爾法斯特的路線。
由於最後一次冰河時期的完結後氣候暖和起來，愛爾蘭海在過去20000年間經歷一連串戲劇性轉變。在冰河時期的高峰期，現代愛爾蘭海的中心部份很可能是一個長淡水湖。當冰雪在10000年前消退時，淡水湖重新連接大海，先是變得微鹹、然後再一次完全變成鹹水。

## 环境
愛爾蘭海論壇（The Irish Sea Forum）是一個關注愛爾蘭海的环境問題論壇。
愛爾蘭海一直以來受到來自位於文斯蓋（Windscale）、全英國第一家239武器級鈽核原料製造廠和發電站的重放射性污染。估計有250公斤的鈽在投產後首十年間積聚在海洋沉積物中。